# Graham Seton Hutchison
Graham Seton Hutchison, né en Écosse en 1890 et mort en 1946, est un militaire, écrivain et militant d'extrême droite britannique.

## Biographie
Diplômé de l'académie militaire de Sandhurst, Hutchison est enrôlé en 1909 dans les Scottish Borderers, qu'il quitte quatre ans plus tard. Après avoir vécu quelque temps en Afrique australe, où il s'était mis au service de la police sud-africaine puis de l'armée rhodésienne, il se réengage dans l'armée britannique lors de la Première Guerre mondiale. Servant tout d'abord au sein du régiment de Highlanders d'Argyll et de Sutherland, il intègre à partir de 1917 l'état major d'une division opérant sur le front français. Il est alors l'un des pionniers de la fondation d'un corps spécialisé de mitrailleurs (Machine Gun Corps). Blessé trois fois au combat, il est décoré de la médaille de l'Ordre du Service distingué et de la Croix militaire. Après avoir quitté l'armée en 1919 avec le grade de lieutenant-colonel, il appartient à la commission chargée de contrôler le plébiscite de Haute-Silésie. C'est à cette époque qu'il se rapproche des milieux nationalistes allemands contestant le traité de Versailles et qu'il commence à manifester des sentiments anti-français.
Officier en retraite, Hutchison écrit principalement des récits militaires ou des romans d'espionnage. Appartenant notamment au cercle des auteurs de Nottingham, c'est devant ce cénacle qu'il provoque un scandale diplomatique avec la Belgique en mai 1934 après avoir affirmé que le roi Albert Ier, mort accidentellement quelques semaines plus tôt, aurait en réalité été assassiné en raison de son opposition à une guerre contre l'Allemagne nazie.
Tout d'abord membre du Parti libéral (qu'il représenta, sans succès, dans la circonscription d'Uxbridge lors des élections générales de 1923), il rejoint bientôt l'extrême droite. Antisémite et anticommuniste, Hutchison correspond avec le fasciste américain Ezra Pound. Il admire surtout le dictateur Hitler, dont il relaie la propagande nazie en lien avec Alfred Rosenberg et avec le Fichte-Bund, qui diffuse les écrits pro-allemands de l'officier britannique jusqu'au Brésil. À partir de 1933, il fonde plusieurs groupuscules (le British Empire Fascist Party et le National Workers' Movement, renommé ensuite National Socialist Workers' Party), mais il ne parvient pas à s'entendre avec les autres meneurs du fascisme britannique tels que Rotha Lintorn-Orman et Oswald Mosley, ce dernier l'ayant même exclu pour « mauvaise conduite » de sa British Union of Fascists.
L'attitude d'Hutchison à l'égard de l'Allemagne évolue après les accords de Munich. Ainsi, à l'occasion d'une commémoration à Albert en avril 1939, il déclare, en tant que président de l'association des anciens mitrailleurs britannique, que les anciens combattants britanniques sont « prêts à se réunir jusqu'au dernier pour défendre la France si elle était sous le coup d'une menace ».